# 200 meter för herrar i friidrott vid olympiska sommarspelen 1980
200 meter herrar vid olympiska sommarspelen 1980 i Moskva avgjordes 27-28 juli. 

## Medaljörer
| Gren      | Guld                    | Guld  | Silver                       | Silver | Brons                 | Brons |
| 200 meter | Pietro Mennea · Italien | 20,19 | Allan Wells · Storbritannien | 20,21  | Don Quarrie · Jamaica | 20,29 |

## Resultat
- Q innebär avancemang utifrån placering i heatet.
- q innebär avancemang utifrån total placering.
- DNS innebär att personen inte startade.
- DNF innebär att personen inte fullföljde.
- DQ innebär diskvalificering.
- NR innebär nationellt rekord.
- OR innebär olympiskt rekord.
- WR innebär världsrekord.
- WJR innebär världsrekord för juniorer
- AR innebär världsdelsrekord (area record)
- PB innebär personligt rekord.
- SB innebär säsongsbästa.
- w innebär medvind > 2,0 m/s

### Final
- Hölls den 28 juli 1980

| Placering | Final                | Tid   |
| --------- | -------------------- | ----- |
|           | Pietro Mennea (ITA)  | 20,19 |
|           | Allan Wells (GBR)    | 20,21 |
|           | Don Quarrie (JAM)    | 20,29 |
| 4.        | Silvio Leonard (CUB) | 20,30 |
| 5.        | Bernhard Hoff (GDR)  | 20,50 |
| 6.        | Leszek Dunecki (POL) | 20,68 |
| 7.        | Marian Woronin (POL) | 20,81 |
| 8.        | Osvaldo Lara (CUB)   | 21,19 |

### Semifinaler
- Hölls den 28 juli 1980

| Placering | Heat 1               | Tid   |
| --------- | -------------------- | ----- |
| 1.        | Silvio Leonard (CUB) | 20,61 |
| 2.        | Bernhard Hoff (GDR)  | 20,69 |
| 3.        | Marian Woronin (POL) | 20,75 |
| 4.        | Allan Wells (GBR)    | 20.75 |
| 5.        | James Gilkes (GUY)   | 20.87 |
| 6.        | Peter Okodogbe (NGR) | 21.03 |
| 7.        | Andrew Bruce (TRI)   | 21.16 |
| 8.        | Ferenc Kiss (HUN)    | 21.17 |

| Placering | Heat 2                | Tid   |
| --------- | --------------------- | ----- |
| 1.        | Pietro Mennea (ITA)   | 20,70 |
| 2.        | Don Quarrie (JAM)     | 20,76 |
| 3.        | Leszek Dunecki (POL)  | 20,82 |
| 4.        | Osvaldo Lara (CUB)    | 20.93 |
| 5.        | Olaf Prenzler (GDR)   | 21.00 |
| 6.        | Joseph Arame (FRA)    | 21.05 |
| 7.        | Nikolaj Sidorov (URS) | 21.17 |
| 8.        | Cameron Sharp (GBR)   | 21.24 |

### Kvartsfinaler
- Hölls den 27 juli 1980

| Placering | Heat 1                   | Tid   |
| --------- | ------------------------ | ----- |
| 1.        | Don Quarrie (JAM)        | 20,89 |
| 2.        | Marian Woronin (POL)     | 20,97 |
| 3.        | Osvaldo Lara (CUB)       | 21,01 |
| 4.        | Ferenc Kiss (HUN)        | 21.24 |
| 5.        | Bernard Petitbois (FRA)  | 21.32 |
| 6.        | Mike McFarlane (GBR)     | 21.33 |
| 7.        | Aleksandar Popović (YUG) | 21.66 |
| 8.        | Petar Petrov (BUL)       | 21.89 |

| Placering | Heat 2                       | Tid   |
| --------- | ---------------------------- | ----- |
| 1.        | Allan Wells (GBR)            | 20,59 |
| 2.        | James Gilkes (GUY)           | 20,83 |
| 3.        | Peter Okodogbe (NGR)         | 20,89 |
| 4.        | Olaf Prenzler (GDR)          | 20.89 |
| 5.        | Christopher Brathwaite (TRI) | 21.02 |
| 6.        | Colin Bradford (JAM)         | 21.04 |
| 7.        | Altevir de Araújo (BRA)      | 21.22 |
| 8.        | Pavel Pavlov (BUL)           | 21.35 |

| Placering | Heat 3                 | Tid   |
| --------- | ---------------------- | ----- |
| 1.        | Silvio Leonard (CUB)   | 20,93 |
| 2.        | Joseph Arame (FRA)     | 20,95 |
| 3.        | Bernhard Hoff (GDR)    | 20,96 |
| 4.        | Cameron Sharp (GBR)    | 21.16 |
| 5.        | Zenon Licznerski (POL) | 21.22 |
| 6.        | István Nagy (HUN)      | 21.38 |
| 7.        | František Břečka (TCH) | 21.47 |
| 8.        | Gerardo Suero (DOM)    | 21.75 |

| Placering | Heat 4                      | Tid   |
| --------- | --------------------------- | ----- |
| 1.        | Pietro Mennea (ITA)         | 20,60 |
| 2.        | Nikolaj Sidorov (URS)       | 20,83 |
| 3.        | Leszek Dunecki (POL)        | 20,87 |
| 4.        | Andrew Bruce (TRI)          | 20.94 |
| 5.        | Vladimir Ivanov (BUL)       | 20.96 |
| 6.        | Paulo Roberto Correia (BRA) | 21.01 |
| 7.        | Boubacar Diallo (SEN)       | 21.10 |
| 8.        | Tomás González (CUB)        | 21.19 |

### Försöksheat
- Hölls den 27 juli 1980

| Placering | Heat 1                      | Tid   |
| --------- | --------------------------- | ----- |
| 1.        | Cameron Sharp (GBR)         | 21,51 |
| 2.        | Tomás González (CUB)        | 21,64 |
| 3.        | Pavel Pavlov (BUL)          | 21,78 |
| 4.        | Nikolaos Angelopoulos (GRE) | 21.98 |
| 5.        | Grégoire Illorson (CMR)     | 22.21 |
| 6.        | Ruben Inacio (ANG)          | 22.52 |
| 7.        | Casimir Pereira (SEY)       | 22.59 |

| Placering | Heat 2                    | Tid   |
| --------- | ------------------------- | ----- |
| 1.        | Marian Woronin (POL)      | 21,63 |
| 2.        | István Nagy (HUN)         | 21,80 |
| 3.        | Gerardo Suero (DOM)       | 22,16 |
| -         | Aleksandr Stasevitj (URS) | DNF   |
| -         | Théophile Nkounkou (CGO)  | DNS   |
| -         | José Luis Elias (PER)     | DNS   |
| -         | Emmanuel Bitanga (CMR)    | DNS   |

| Placering | Heat 3                 | Tid   |
| --------- | ---------------------- | ----- |
| 1.        | James Gilkes (GUY)     | 21,07 |
| 2.        | František Břečka (TCH) | 21,49 |
| 3.        | Bernhard Hoff (GDR)    | 21,53 |
| 4.        | Boubacar Diallo (SEN)  | 21.56 |
| 5.        | Joseph Letseka (LES)   | 22.31 |
| 6.        | Lucien Josiah (BOT)    | 22.45 |
| -         | Constantino Reis (MOZ) | DNS   |

| Placering | Heat 4                       | Tid   |
| --------- | ---------------------------- | ----- |
| 1.        | Pietro Mennea (ITA)          | 21,26 |
| 2.        | Ferenc Kiss (HUN)            | 21,34 |
| 3.        | Olaf Prenzler (GDR)          | 21,35 |
| 4.        | Mike McFarlane (GBR)         | 21.43 |
| 5.        | Nabil Nahri (SYR)            | 22.14 |
| 6.        | Ahmed Sallouma (LBA)         | 22.88 |
| -         | Abdul Majeed Al-Mosawi (KUW) | DNS   |

| Placering | Heat 5               | Tid   |
| --------- | -------------------- | ----- |
| 1.        | Colin Bradford (JAM) | 21,17 |
| 2.        | Leszek Dunecki (POL) | 21,30 |
| 3.        | Petar Petrov (BUL)   | 21,59 |
| 4.        | David Lukuba (TAN)   | 21.76 |
| 5.        | Pascal Aho (BEN)     | 22.09 |
| 6.        | Roland Dagher (LIB)  | 22.27 |
| 7.        | Walter During (SLE)  | 23.12 |

| Placering | Heat 6                       | Tid   |
| --------- | ---------------------------- | ----- |
| 1.        | Osvaldo Lara (CUB)           | 21,03 |
| 2.        | Christopher Brathwaite (TRI) | 21,13 |
| 3.        | Nikolaj Sidorov (URS)        | 21,15 |
| 4.        | Vladimir Ivanov (BUL)        | 21.28 |
| 5.        | Alston Sidney Muziyo (ZAM)   | 22.47 |
| 6.        | Besha Tuffa (ETH)            | 23.18 |
| -         | Pascal Barré (FRA)           | DNS   |

| Placering | Heat 7                      | Tid   |
| --------- | --------------------------- | ----- |
| 1.        | Don Quarrie (JAM)           | 20,87 |
| 2.        | Joseph Arame (FRA)          | 21,24 |
| 3.        | Peter Okodogbe (NGR)        | 21,42 |
| 4.        | Altevir de Araújo (BRA)     | 21.49 |
| 5.        | Cheikh Touradou Diouf (SEN) | 21.89 |
| 6.        | Henk Brouwer (NED)          | 21.96 |
| 7.        | Paul Haba (GUI)             | 22.70 |

| Placering | Heat 8                    | Tid   |
| --------- | ------------------------- | ----- |
| 1.        | Andrew Bruce (TRI)        | 21,36 |
| 2.        | Allan Wells (GBR)         | 21,57 |
| 3.        | Aleksandar Popović (YUG)  | 21,65 |
| 4.        | Hammed Adio (NGR)         | 21.79 |
| 5.        | Subramanian Perumal (IND) | 22.39 |
| 6.        | Rudolph George (SLE)      | 23.20 |
| -         | Vladimir Muravjov (URS)   | DNS   |

| Placering | Heat 9                       | Tid   |
| --------- | ---------------------------- | ----- |
| 1.        | Silvio Leonard (CUB)         | 20,95 |
| 2.        | Bernard Petitbois (FRA)      | 21,16 |
| 3.        | Paulo Roberto Correira (BRA) | 21,27 |
| 4.        | Zenon Licznerski (POL)       | 21.36 |
| 5.        | Mwalimu Ali (TAN)            | 21.83 |
| 6.        | Sheku Boima (SLE)            | 22.93 |
| 7.        | Sitthixay Sacpraseuth (LAO)  | 24.28 |